# 林鹨

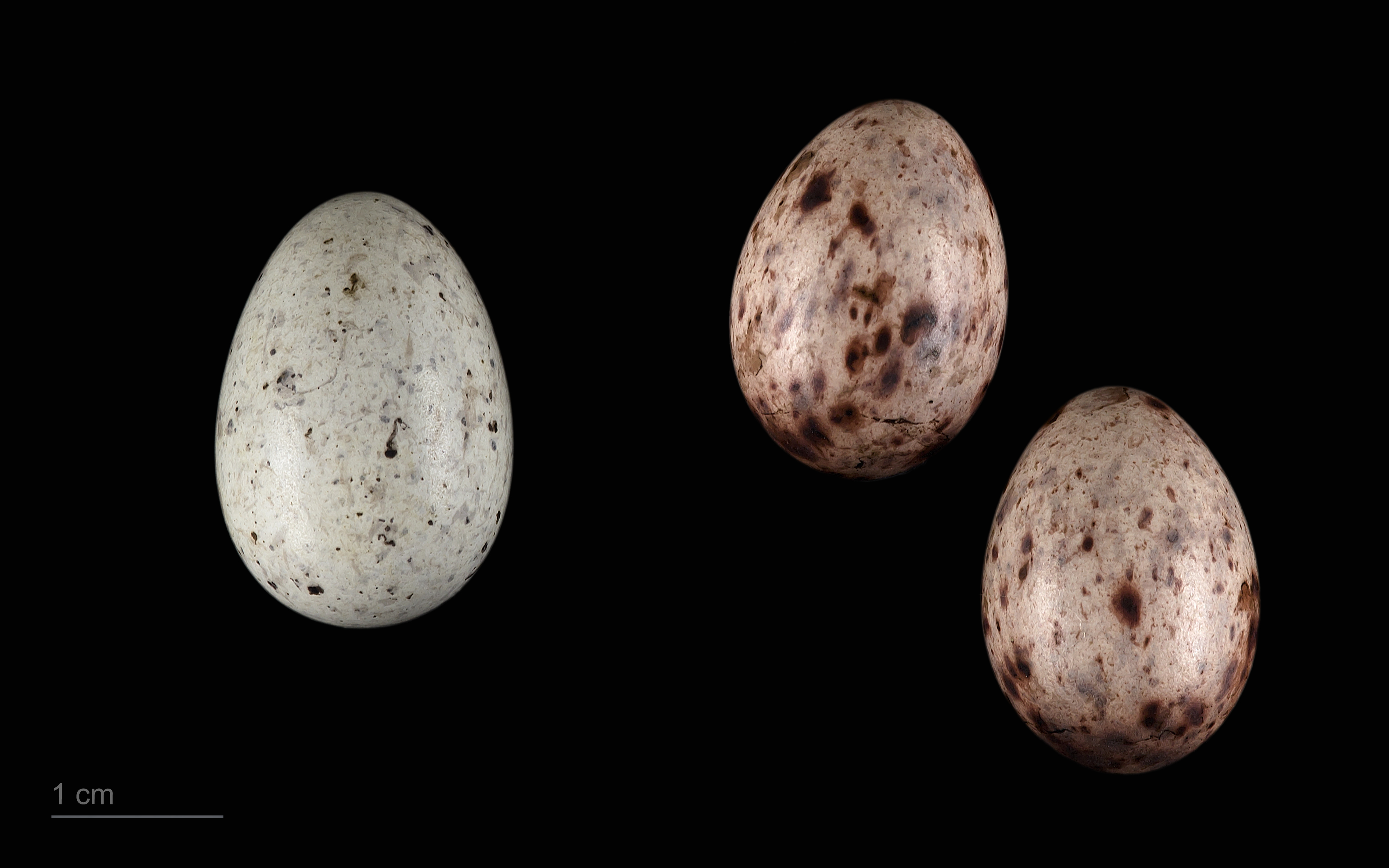
大杜鵑Cuculus canorus canorus在林鷚Anthus trivialis巢中產下的卵

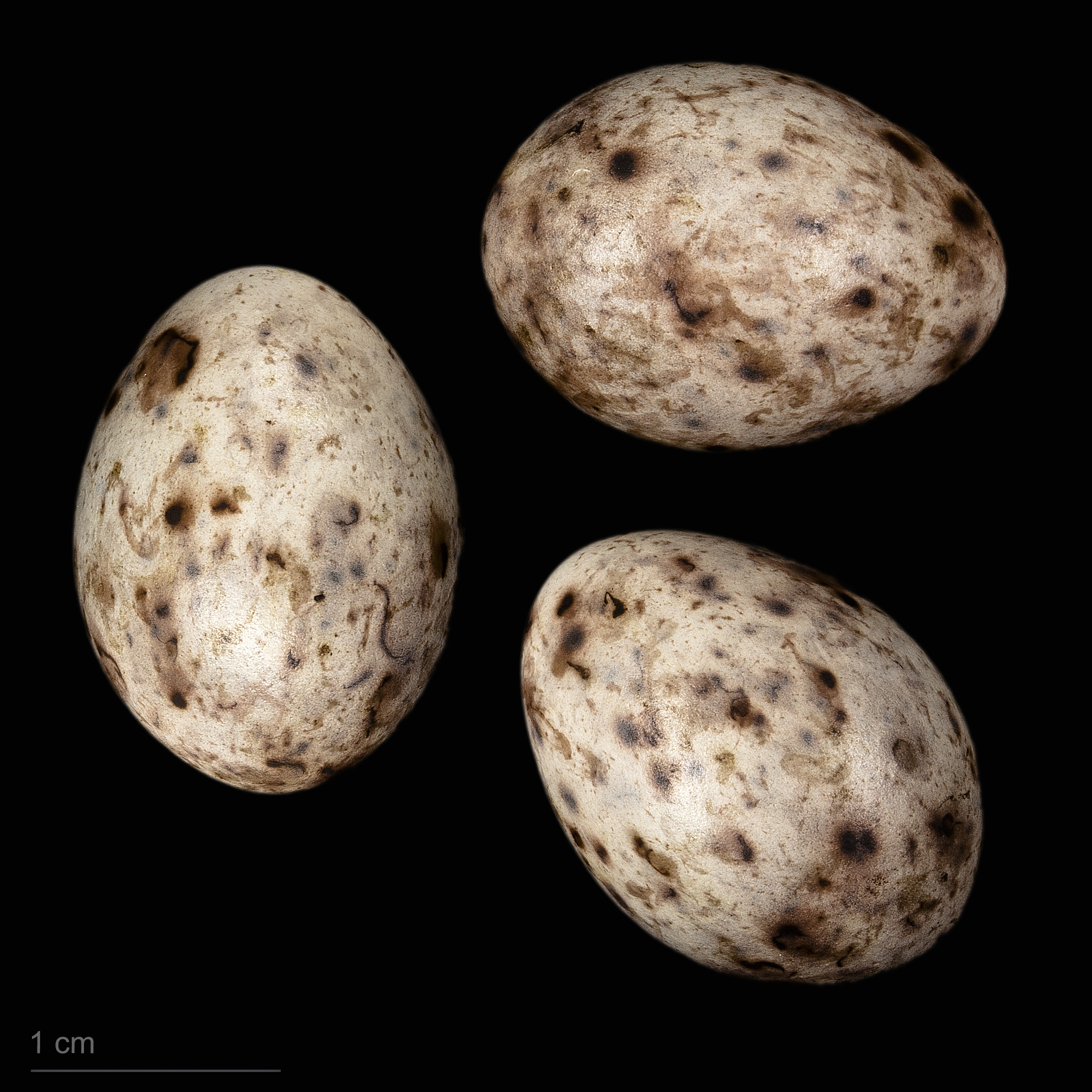
卵 Anthus trivialis trivialis

林鹨（学名：Anthus trivialis）为鶺鸰科鹨属的鸟类。其繁殖範圍遍及大部分歐洲和古北界，向東延伸至東西伯利亞山脈。它是一種長途候鳥，冬季遷徙至非洲和南亞。學名來自拉丁語：anthus是草原小鳥的名稱，種名 trivialis意指「普通的」。
其繁殖棲地為開闊的樹林和灌木叢。巢築於地面，通常產下4-6顆卵。這種鳥類以昆蟲為食，與其近親相似，但也會吃一些種子。

## 分類
林鷚由瑞典博物學家卡爾·林奈於1758年在其《自然系統自然系統》中首次進行物種描述，命名為Alauda trivialis。林奈指出該物種分布於瑞典。 種小名trivialis在拉丁語中意為「普通」或「平常」，源自拉丁語trivium，意指「公共街道」。 現在，林鷚被歸類於德國博物學家約翰·馬托伊斯·貝希斯坦於1805年引入的鷚屬（Anthus）。
目前認可兩個亞種：
- 林鹨指名亚种 A. t. trivialis（林奈, 1758） – 繁殖於歐洲，向東延伸至西南西伯利亞、伊朗北部和土耳其、哈薩克斯坦東部、中南西伯利亞、蒙古和中國西北部；冬季遷徙至印度和非洲。包含建議的亞種sibiricus。在中国大陆分布於新疆、广西等地。该物种的模式产地在瑞典。[6]
- 林鹨天山亚种 A. t. haringtoni（威瑟比，1917） – 繁殖於西北喜馬拉雅山；冬季遷徙至印度中部。在中国大陆分布於新疆等地。该物种的模式产地在巴基斯坦Gitidas,KhaganValley,Hazara。[7]

## 描述
這是一種小型鷚，外形與草地鷚相似。其上部為棕色條紋，腹部為白色，胸部為黃褐色並帶有黑色標記。與體型略小的草地鷚相比，林鷚的喙較粗大，且胸部黃褐色與腹部白色的對比更加明顯。林鷚更容易棲息於樹上。
其叫聲為強烈的spek，與其近親較弱的叫聲不同。其飛行時的歌聲特別明顯，鳥類從樹上飛起一段距離，然後以僵直的翅膀滑翔下降，歌聲在最後變得更加拉長。

## 生命週期
- 9月中至4月中：生活在撒哈拉以南非洲
- 4月中至5月初：遷徙並抵達英國等國家
- 5月初至8月：繁殖季節，每年育有兩窩後代
- 8月至9月中：飛回撒哈拉以南非洲

## 分佈與棲地
分布于欧洲南至地中海地区、小亚细亚、高加索、伊朗、东至贝加尔湖、勒拿河、前苏联、南至帕米尔、喜马拉雅山西北部、非洲、印度以及中国大陆的新疆、西藏等地，该物种的模式产地在瑞典。
林鷚繁殖於帶有樹木的棲地，包括低地荒原和矮林。它主要出現在靠近荒原的開闊林地，或開放結構的橡樹林，因此需要大量修剪以保持稀疏的特徵。林鷚偏好低矮的樹冠和中型樹木，周圍有不到2米高的灌木叢和刺藤，水平視野相對較高。它喜歡草地和石楠的馬賽克式分佈，但不喜歡過度放牧的短草，因此輕度至中度放牧是最佳的棲息環境。

## 行為

### 繁殖

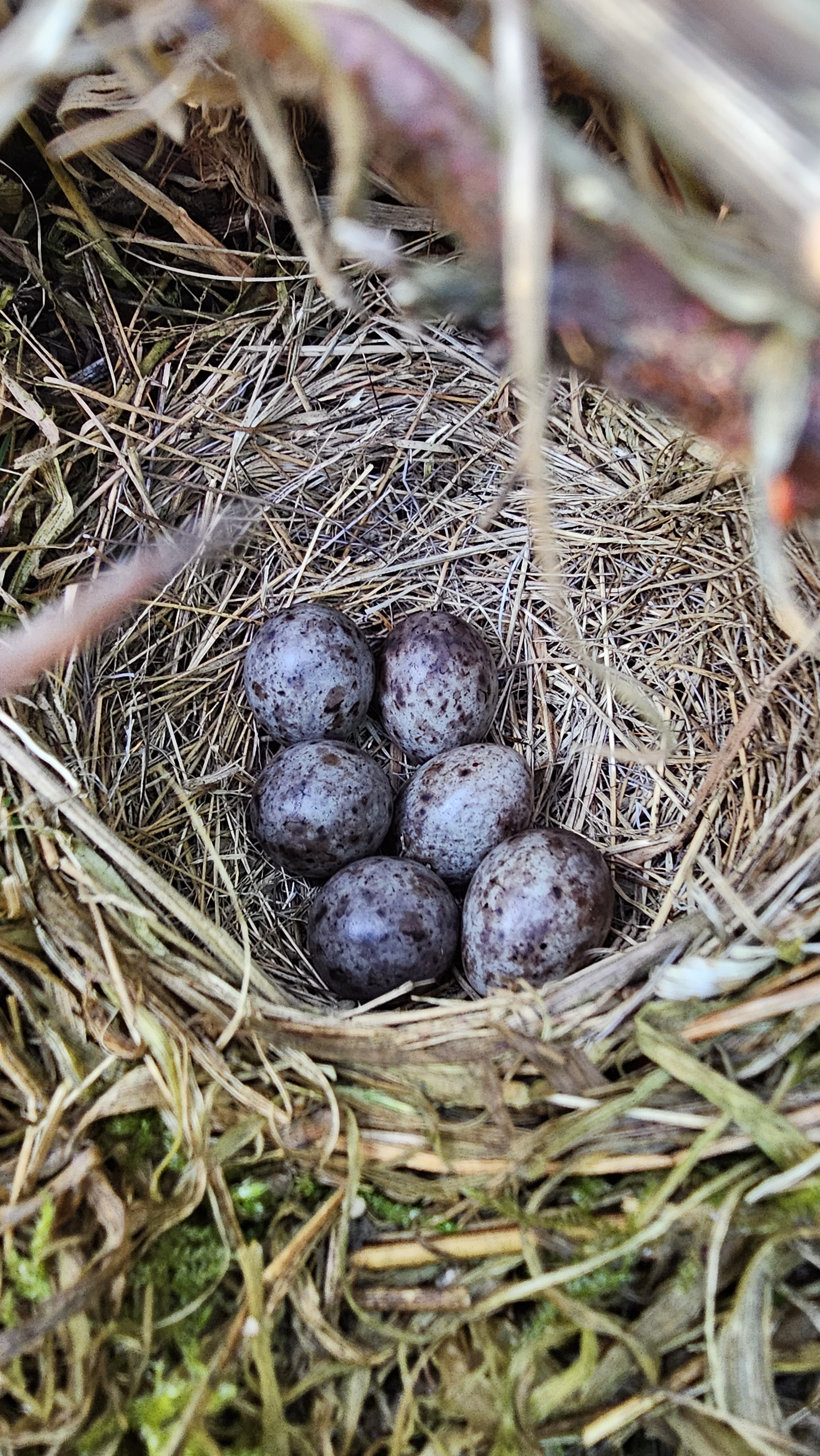
在英格蘭北部克利爾費爾棲息地發現的樹鷚巢，一窩裡有六個顏色較深的蛋。

林鷚的巢築於地面，位於草叢或石楠叢中，由雌鳥築巢。每窩產下4至6顆卵，雌鳥負責孵化。卵在12-14天後孵化，雛鳥由雙親共同餵養，並在12-14天後離巢。其巢有時會被大杜鵑（Cuculus canorus）巢寄生。

### 覓食
林鷚主要以無脊椎動物為食，通常是昆蟲，但也會吃一些植物材料。它們主要在地面上覓食。